# Salvador Vega Carreras
Salvador Vega Carreras (Madrid, 1928 - Burgos, 7 de mayo de 2015) fue un violinista, director de orquesta, director de coro y profesor de música español.
Comenzó sus estudios musicales en Madrid y los continuó en Burgos, ciudad a la que se trasladó su familia cuando tenía diez años y en la que, tras graduarse en el Real Conservatorio de Música de Madrid, desarrolló toda su carrera profesional.
Dio clases de música en el colegio marista Liceo Castilla. En 1963 fue nombrado director de la coral Schola Cantorum del Círculo Católico. Entre 1965 y 1980 dirigió el Orfeón Burgalés, con el que hizo giras por España y Europa.
Ejerció como profesor de violín del Conservatorio Municipal de Música Antonio de Cabezón, institución que dirigió entre 1979 y 1993. En 1977 fundó la orquesta del Conservatorio, que dirigió hasta 1995.

## Homenajes
En 1994, el Ayuntamiento de Burgos le nombró hijo adoptivo de la ciudad.
El musicólogo y escritor Enrique García Revilla se inspiró en Salvador Vega para crear el personaje del maestro Arce en su obra Los cafés de la orquesta.